# 헨리 소사
헨리 소사 에스더(Henry Sosa Esther, 1985년 7월 28일 ~ )는 도미니카 공화국의 야구 선수이자, 멕시칸 리그 디아블로스 로호스 델 멕시코의 투수이다.

## 미국 프로야구 시절
2007년에 샌프란시스코 자이언츠에 입단해 프로 생활을 시작했지만 줄곧 마이너 리그에만 머물렀고, 2007년에 MLB에 진출했다. 2011년에는 휴스턴 애스트로스에서 활약했다.

## 한국 프로야구 시절

### KIA 타이거즈시절
2012년 5월 24일에 입단했고, 호라시오 라미레스의 대체 용병으로 활약했다. 2012년 9월 28일에 150구 완봉승을 하며 팀 최초 4연속 완투를 했다. 2013 시즌 후 제구력 난조로 방출됐다.

## 미국 프로야구 복귀
방출 후 LA 다저스와 마이너 계약을 맺고 트리플 A에서 활동했다.

## 한국 프로야구 복귀

### 넥센 히어로즈시절
마이너리그에서 활동하다가 2014년 5월 브랜든 나이트의 대체 투수로 입단했다. 10승 2패를 거둬 KBO 리그 데뷔 후 첫 두 자릿수 승을 달성함과 동시에 승률왕을 차지했다. 2014년 한국시리즈 5차전에서는 6.1이닝 무실점으로 호투하며 승리 투수 요건을 갖췄으나 경기 후반 강정호의 실책과 손승락의 블론 세이브로 역전 패했다. 시즌 후 재계약 협상에서 거액을 요구해 협상이 결렬되며 팀을 떠났다.

### LG 트윈스시절
2014년 12월에 입단했다.

## 대만 프로야구 시절
2019년에 푸방 가디언스에 입단하였다.

## 한국 프로야구 재복귀

### SK 와이번스시절
2019년 6월에 브록 다익손을 대체할 외국인 투수로 영입되었다.

## 대만 프로야구 복귀
2020년에 푸방 가디언스에 재입단하였다.

## 멕시코 프로야구 시절
2022년에 디아블로스 로호스 델 멕시코에 입단하였다.

## 에피소드
- 좋아하는 한국 음식으로 굴비를 꼽았다. KIA 타이거즈 시절에 30마리를 먹었다는 일화가 있다.
- 한국을 매우 사랑하는 외국인 선수로, 2014년 전 NC 다이노스 소속 용병 투수였던 아담 윌크가 트위터에 한국에 대한 비방을 하자, 이에 '아담이 거짓 정보를 흘리고 있다, 한국은 살기 좋은 나라다.'라는 말로 해명을 할 정도였다. 그 후 넥센 히어로즈의 대체 외국인 선수로 계약하며 굉장히 기뻤다고 말했다.

## 별명
- 안 좋은 피칭을 할 땐 '맙소사'라고 불린다.
- 좋은 피칭을 할 땐 '소사이언' 이라고 불린다.

## 연봉
- 2012년 21만 달러(계약금 5만 달러, 연봉 16만 달러)
- 2013년 30만 달러(계약금 5만 달러, 연봉 25만 달러)
- 2014년 20만 달러(계약금 5만 달러, 연봉 15만 달러)[1]
- 2015년 60만 달러(계약금 20만 달러, 연봉 40만 달러)
- 2016년 ~ 2017년 90만 달러(계약금 40만 달러, 연봉 50만 달러)
- 2018년 120만 달러

## 통산 기록
| 연 도          | 소 속          | 나 이          | 승 리 | 패 전 | 승 률 | 평 자 책 | 출 장 | 선 발 | 완 투 | 완 봉 | 세 이 브 | 홀 드 | 이 닝 | 피 안 타 | 피 홈 런 | 볼 넷 | 고 4 | 탈 삼 진 | 몸 맞 | 보 크 | 폭 투 | 실 점 | 자 책 | 타 자 수 | W H I P |
| -------------- | -------------- | -------------- | ----- | ----- | ----- | -------- | ----- | ----- | ----- | ----- | -------- | ----- | ----- | -------- | -------- | ----- | ---- | -------- | ----- | ----- | ----- | ----- | ----- | -------- | ------- |
| 2011           | HOU            | 27             | 3     | 5     | .375  | 5.23     | 10    | 10    | 0     | 0     | 0        | 0     | 53.1  | 54       | 7        | 23    | 1    | 38       | 3     | 1     | 3     | 31    | 31    | 231      | 1.44    |
| 2012           | KIA            | 28             | 9     | 8     | .529  | 3.54     | 23    | 23    | 4     | 1     | 0        | 0     | 147.1 | 137      | 9        | 39    | 1    | 104      | 8     | 1     | 3     | 62    | 58    | 614      | 1.20    |
| 2013           | KIA            | 29             | 9     | 9     | .500  | 5.47     | 29    | 28    | 0     | 0     | 0        | 1     | 164.2 | 196      | 11       | 68    | 3    | 143      | 9     | 1     | 10    | 111   | 100   | 748      | 1.60    |
| 2014           | 넥센           | 30             | 10    | 2     | .833  | 4.61     | 20    | 20    | 0     | 0     | 0        | 0     | 125.0 | 140      | 18       | 45    | 0    | 98       | 3     | 0     | 3     | 66    | 64    | 537      | 1.48    |
| 2015           | LG             | 31             | 10    | 12    | .455  | 4.03     | 32    | 30    | 2     | 1     | 0        | 1     | 194.1 | 199      | 16       | 36    | 0    | 177      | 5     | 1     | 6     | 102   | 87    | 809      | 1.21    |
| 2016           | LG             | 32             | 10    | 9     | .526  | 5.16     | 33    | 33    | 0     | 0     | 0        | 0     | 199.0 | 258      | 12       | 38    | 2    | 107      | 9     | 0     | 6     | 121   | 114   | 870      | 1.49    |
| MLB 통산 : 1년 | MLB 통산 : 1년 | MLB 통산 : 1년 | 3     | 5     | .375  | 5.23     | 10    | 10    | 0     | 0     | 0        | 0     | 53.1  | 54       | 7        | 23    | 1    | 38       | 3     | 1     | 3     | 31    | 31    | 231      | 1.44    |
| KBO 통산 : 5년 | KBO 통산 : 5년 | KBO 통산 : 5년 | 48    | 40    | .545  | 4.58     | 137   | 134   | 6     | 2     | 0        | 2     | 830.1 | 930      | 66       | 226   | 6    | 629      | 34    | 3     | 28    | 462   | 423   | 3578     | 1.39    |

- 시즌 기록 중 굵은 글씨는 해당 시즌 최고 기록